# Filippos Sachinidis

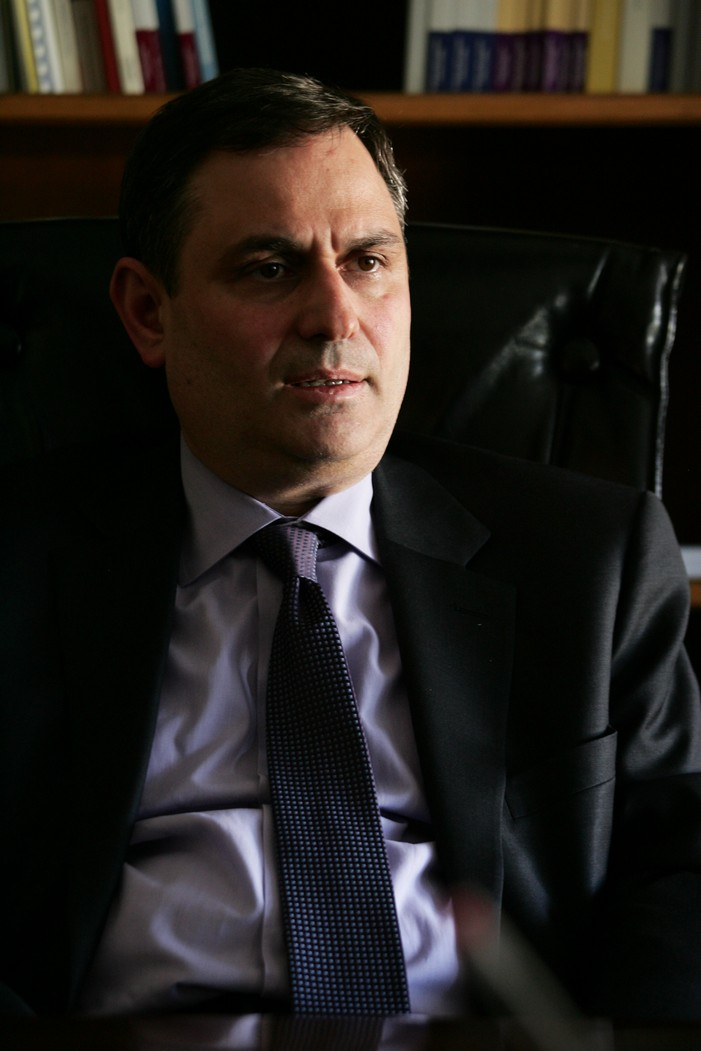
Filippos Sachinidis

Filippos Sachinidis (griechisch Φίλιππος Σαχινίδης, * 27. März 1963 in Vancouver) ist ein griechischer Politiker und Ökonom.

## Leben
Sachinidis machte seinen Bachelor in Ökonomie an der Universität Piräus und seinen Master in Ökonomie  am Queens College und der City University of New York. Er promovierte an der Universität Manchester.

## Politik
2007 und 2009 wurde er für PASOK ins griechische Parlament gewählt. Vom 21. März 2012 bis 17. Mai 2012 war er als Nachfolger von Evangelos Venizelos Finanzminister Griechenlands im Kabinett Papadimos.

## Privates
Filippos Sachinidis ist mit Ourania Karageorgou verheiratet und hat einen Sohn.